# Willem I de Cock van Weerdenburg

Wapen Willem I de Cock van Weerdenburg

Willem I de Cock van Weerdenburg (1275-1318), heer van Weerdenburg van 1275 tot 1318, was een zoon van Rudolf II de Cock van Weerdenburg (1242-1316) en Margriet van Batenburg (-1299) erfvrouwe van Isendoorn.
Hij trouwde ca. 1300 met Mabelia van Arkel van Heukelom (1285-1317). Zij was een dochter van Otto van Arkel van der Lede heer van Heukelom en Asperen en kleindochter van Herbaren II van Arkel. Uit zijn huwelijk zijn de volgende kinderen geboren:
- Gijsbert de Cocq-van Nijenwaal
- Gerrit de Cocq-van Batenburg
- Wouter van Isendoorn
- Willem II de Cock van Weerdenburg tot Isendoorn

Wapen Otto van Arkel van der Lede heer van Heukelom en Asperen